# Centrale der Boek- en Papiernijverheid
De Centrale der Boek- en Papiernijverheid (CBP) (Frans: Centrale de l'industrie du Livre et du Papier (CLP)) was een Belgische vakcentrale die was aangesloten bij het Algemeen Belgisch Vakverbond (ABVV).

## Geschiedenis
De centrale was ontstaan na de Tweede Wereldoorlog en de bevrijding van de Duitse bezetting in 1944 uit de fusie van de Belgische Typografische Federatie (BTF) en de Centrale der Belgische Boekbewerkers (CBB) met als oprichtingsdatum 1 januari 1945. Tot midden in de jaren 70 verdedigde de centrale op succesvolle wijze de belangen van haar leden doordat ze de technologische ontwikkelingen in hun nijverheid onder controle wisten te houden en de mechanisering in de sector een verregaande scholing vereiste.
Vanaf 1973 tot 1990 kromp de tewerkstelling voor arbeiders in de sector met 27,62% terwijl de bediendetewerkstelling met 20,71% toenam. Hierdoor verloor de centrale vanaf de tweede helft van de jaren 70 leden aan de BBTK omwille van de statutenomschakeling, de dalende tewerkstelling en de stijgende werkloosheid in de sector. In 1973 werkten nog 40.776 arbeiders en bedienden in de sector, tien jaar later nog maar 31.999.
Op 1 januari 1996 vond de fusie plaats van de Brusselse en Waalse afdelingen met de BBTK van Christian Roland, de Vlaamse afdelingen van deze vakcentrale gingen op in de Algemene Centrale (AC). Deze opdeling had er met te maken dat de CBP in Brussel en Wallonië voornamelijk leden telde die tewerkgesteld waren als bedienden in bijvoorbeeld dagbladbedrijven, terwijl deze centrale in Vlaanderen dan weer eerder arbeiders vertegenwoordigden die actief waren in bijvoorbeeld labeurdrukkerijen. De CBP telde omstreeks die periode (1995) 13.643 leden, de BBTK 235.924 leden.

## Structuur

### Bestuur
| Periode     | Voorzitter   |
| ----------- | ------------ |
| 1945 - 1946 | Albert Pluys |
| ...         |              |
| 1991 - 1995 | Roger Sagon  |

| Periode     | Ondervoorzitter     |
| ----------- | ------------------- |
| 1945 - 1969 | Charles Vanderroest |
| 1970 - ?    | Robert Leloup       |

### Organisatie
| Jaar | Ledenaantal |
| ---- | ----------- |
| 1945 | 6.827       |
| 1947 | 2.088       |
| 1953 | 11.793      |

| Jaar | Ledenaantal |
| ---- | ----------- |
| 1955 | 12.304      |
| 1960 | 12.320      |
| 1965 | 13.894      |

| Jaar | Ledenaantal |
| ---- | ----------- |
| 1970 | 14.042      |
| 1975 | 18.017      |
| 1980 | 14.842      |

| Jaar | Ledenaantal |
| ---- | ----------- |
| 1985 | 14.707      |
| 1990 | 12.608      |
| 1995 | 13.643      |

## Bekende (ex-)leden
- Jean-Michel Cappoen
- Joseph Cloot
- Jean De Boé[3]

- Robert Leloup[4]
- Albert Pluys[5]
- Roger Sagon

- Charles Vanderroest[6]
- Arthur Van Haesendonck[7]